# マアリブ県

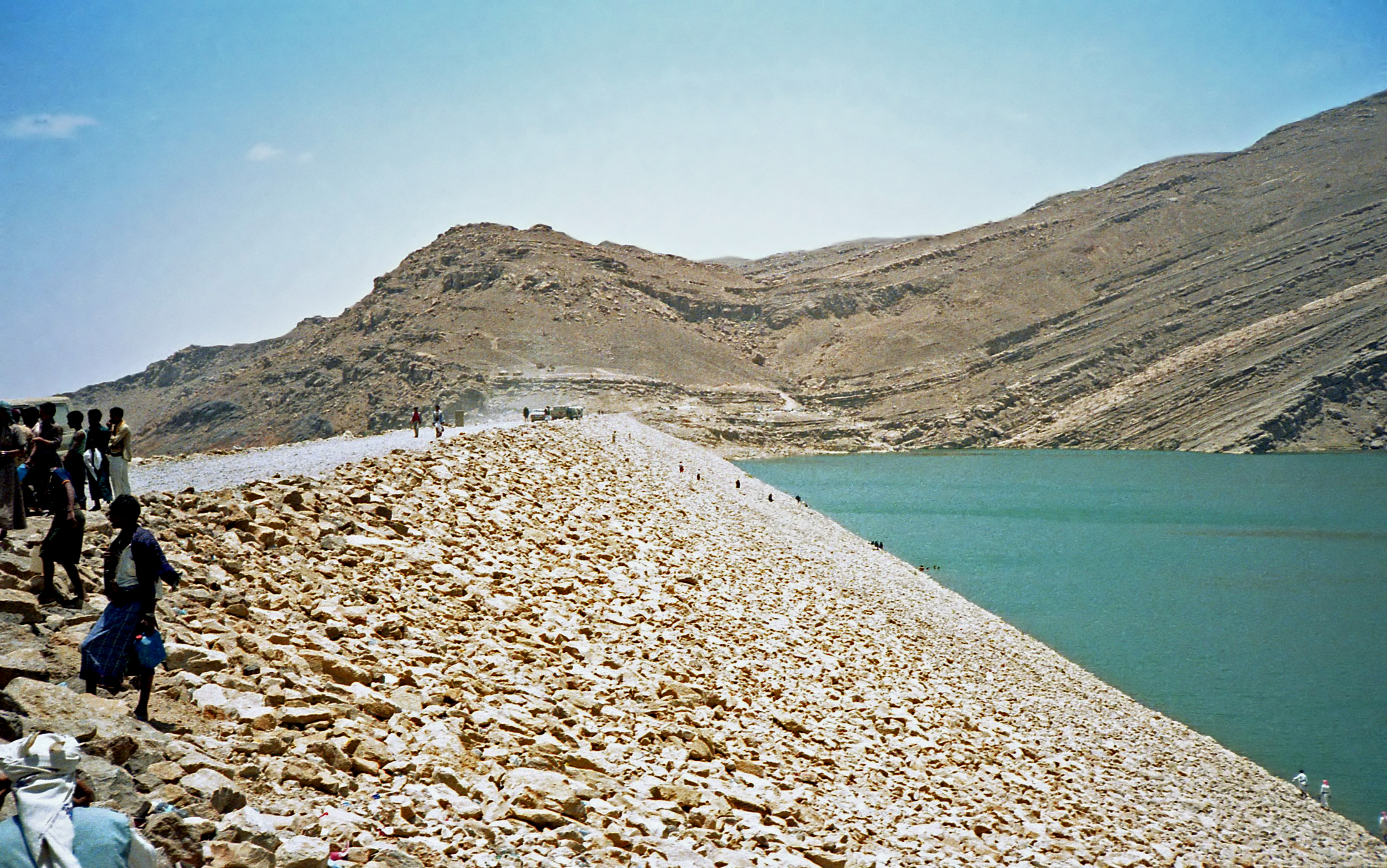
マアリブ・ダム

マアリブ県 (マアリブけん、アラビア語: مأرب Ma'rib) は、イエメンの県。県都はマアリブである。人口は288,000人（2011年）、面積20023km2。
2024年1月31日現在、イエメンは国内紛争下であるが、マアリブは国際的に承認されたイエメン政府軍の支配下にあり、同国北部における政府支配の最後の砦となっている。そのため、マアリブのすぐ西側と南側、フーシ派支配地域に見下ろされる地域は、激しい紛争に見舞われている。

## 下位行政区画
マアリブ県は以下の14の地区に分かれる。
- Al Abdiyah District
- Al Jubah District
- Bidbadah District
- Harib District
- Harib Al Qaramish District
- Jabal Murad District
- Mahliyah District
- Majzar District
- Marib District
- Marib City District
- Medghal District
- Raghwan District
- Rahabah District
- Sirwah District

## イエメン内戦
- 2020年1月19日 - マアリブ州内にある暫定政府軍基地を対立する反政府組織フーシ派がミサイルとドローンで攻撃。基地内のモスクで礼拝中だった兵士83人以上が死亡した[3]。